# Alphonse de Neuville
Alphonse-Marie-Adolphe Deneuville (Saint-Omer, 31 de mayo de 1835 – París, 18 de mayo de 1885) fue un dibujante, ilustrador y pintor academicista francés. Es uno de los más destacados representantes de la pintura de temática militar del siglo XIX, pues retrató numerosos episodios de conflictos como la guerra franco-prusiana, la guerra de Crimea o la guerra anglo-zulú. Algunas de sus obras se exponen en importantes instituciones culturales como el Museo del Hermitage de San Petersburgo o el Museo Metropolitano de Arte de Nueva York.

## Biografía y obra
Alphonse-Marie-Adolphe Deneuville nació en una familia acomodada de Saint-Omer, localidad del departamento francés de Paso de Calais. A pesar de la oposición de su familia, en 1856 ingresó en la escuela naval de Lorient. Allí comenzó su gusto por la pintura, por lo que a la edad de dieciocho años entró en el estudio del artista François-Édouard Picot. En 1859 expuso exitosamente en el Salón, pues recibió la tercera medalla y el aliento y los consejos del gran Eugène Delacroix. Neuville contribuyó de forma importante con sus ilustraciones en la revista Le Tour du monde, del periodista Édouard Charton, y en las ediciones de la novela Veinte mil leguas de viaje submarino de Julio Verne publicadas por la editorial Hetzel. 

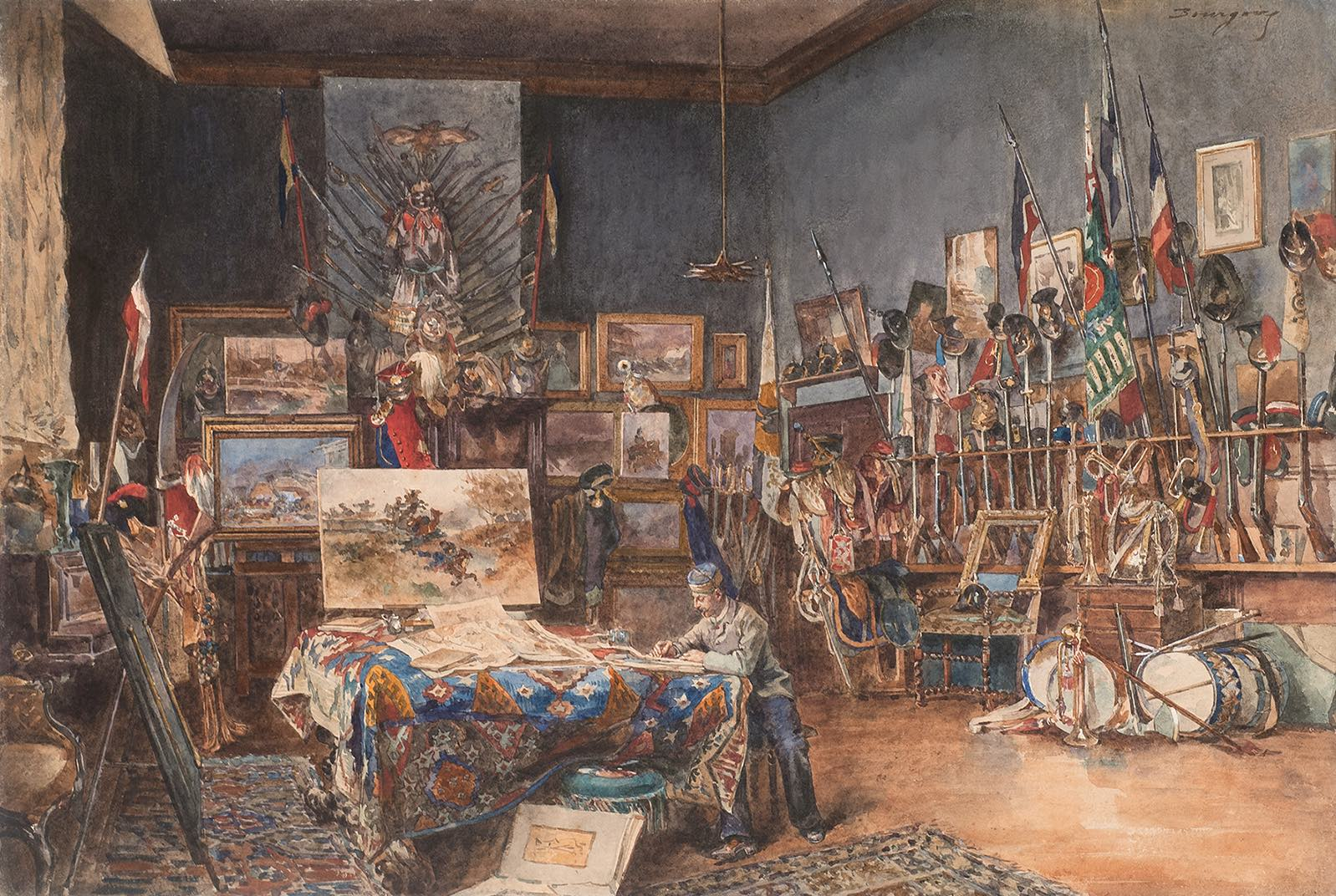
El pintor Alphonse de Neuville en su estudio. Obra de Marie Désiré Bourgoin.

Desde el comienzo de su carrera artística, Neuville retrató episodios bélicos. Sus mejores obras fueron las dedicadas a la guerra franco-prusiana (1870-71). Su primer lienzo sobre esta contienda fue Vivac después de la batalla de Bourget, 21 de diciembre de 1870, pintado en 1873. Su fama aumentó rápidamente, especialmente tras crear la que se considera su mejor obra, Los últimos cartuchos (1873), que retrata una acción de los soldados de la División Azul de la marina francesa durante la batalla de Sedán. Por este cuadro, Neuville fue galardonado con la importante distinción de la Legión de Honor.
En 1874 no fue menos exitosa su obra Combate en una vía férrea, seguida por Ataque a una casa fortificada en Villersexel (1875) y Puente ferroviario en Styring (1877). En 1878, Neuville exhibió en Le Bourget varios lienzos y dibujos y en Londres algunos cuadros dedicados a la guerra anglo-zulú, como La defensa de Rorke's Drift (1880), que tuvo éxito de público y fue adquirido por la Galería de Arte de Nueva Gales del Sur, de Sídney, por una gran suma de dinero.

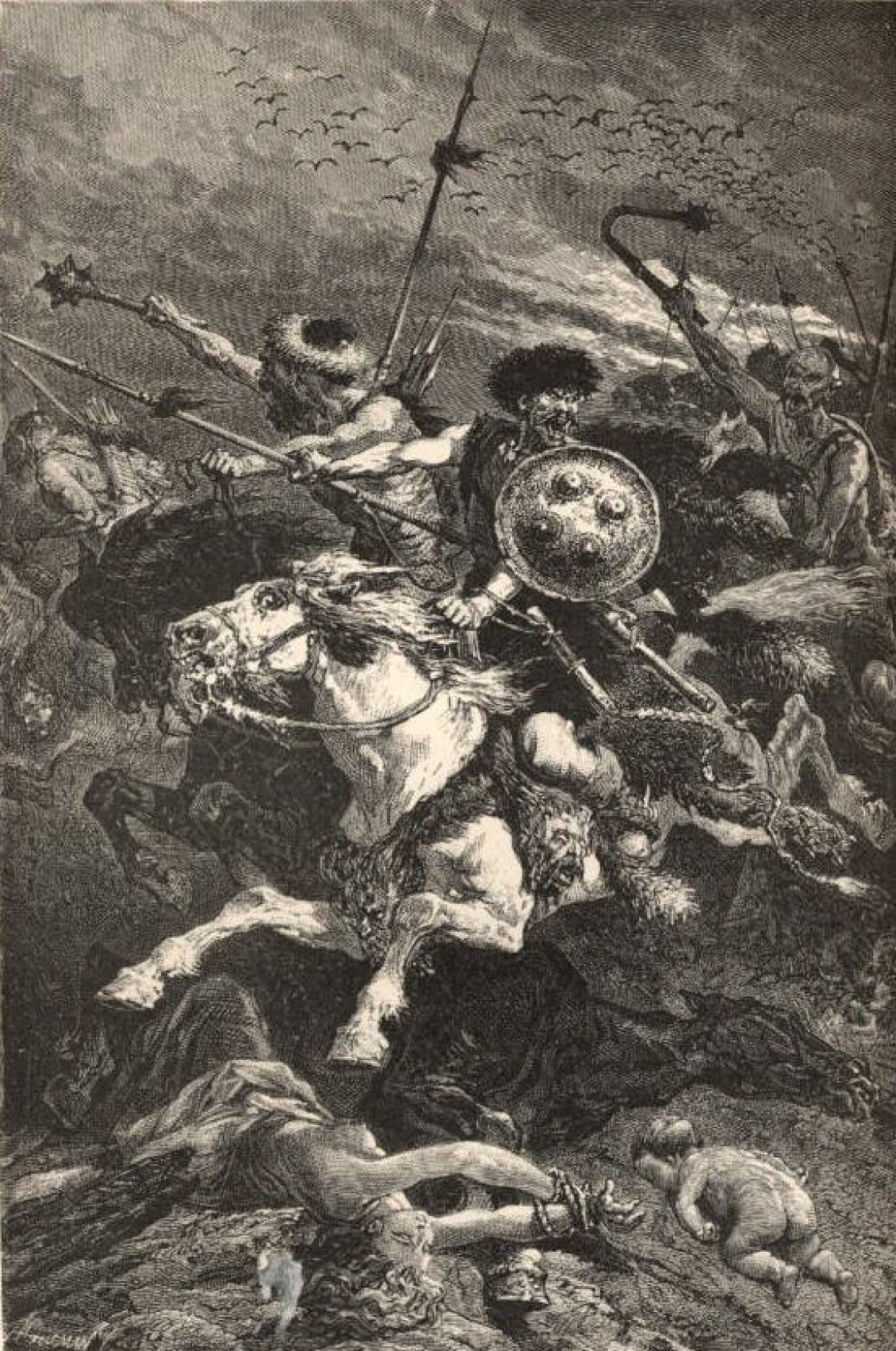
Los hunos en la batalla de los Campos Cataláunicos.

En 1881 fue nombrado oficial de la Legión de Honor por sus cuadros El cementerio de Saint-Privat, El Mensajero y Los hunos en la batalla de los Campos Cataláunicos. Durante estos años, Neuville colaboró con el también pintor Édouard Detaille en la obra El paisaje de Rézonville. Alphonse de Neuville murió en París el 8 de mayo de 1885, antes de cumplir los 50 años. Durante la subasta de sus obras, el estado francés adquirió varias de sus creaciones para el Palacio del Luxemburgo.

## Temas
En su producción predominaron los temas castrenses, desde batallas a retratos de soldados. Acerca de su obra, a menudo descrita como patriótica, Neuville dijo sobre la guerra franco-prusiana:

«Deseo contar nuestras derrotas en lo que tuvieron de honorable para nosotros y creo que les doy así un gesto de estima a nuestros soldados y a sus jefes, un estímulo para el futuro. ¡Digan lo que digan, no hemos sido derrotados sin gloria y creo que es bueno mostrarlo!»
Carta de Alphonse de Neuville al crítico de arte Gustave Goestschy (1881).

## Homenajes
En la Plaza de Wagram de París se colocó una estatua de bronce de Alphonse de Neuville, pero fue requisada y fundida durante la ocupación nazi de la ciudad en el contexto de la Segunda Guerra Mundial. Asimismo, desde 1862 existe en la capital gala una calle Alphonse de Neuville, situada en el XVII Distrito de París.

## Obras

### Obras de Alfonso de Neuville

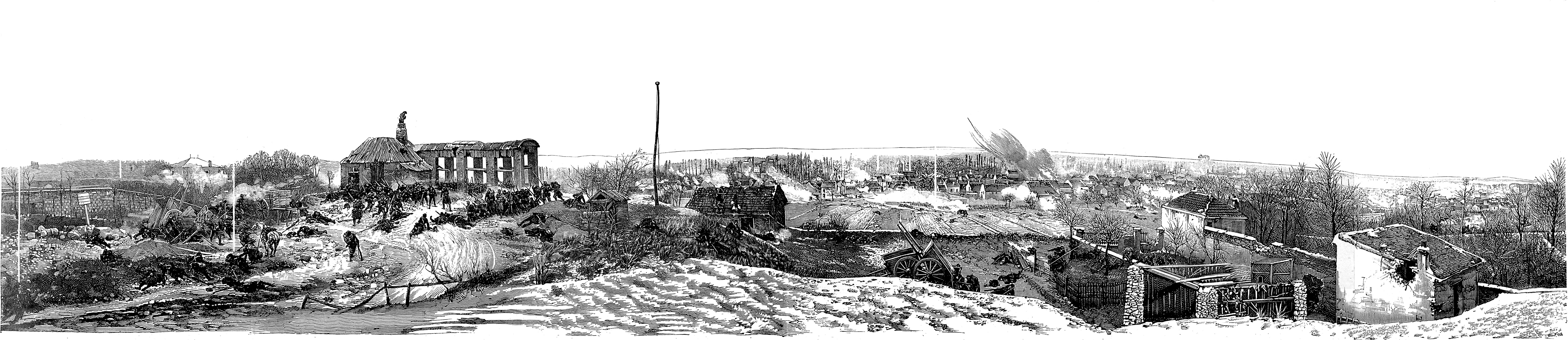
Representación de la parte de La batalla de Champigny (1882) ejecutada por Alphonse de Neuville.

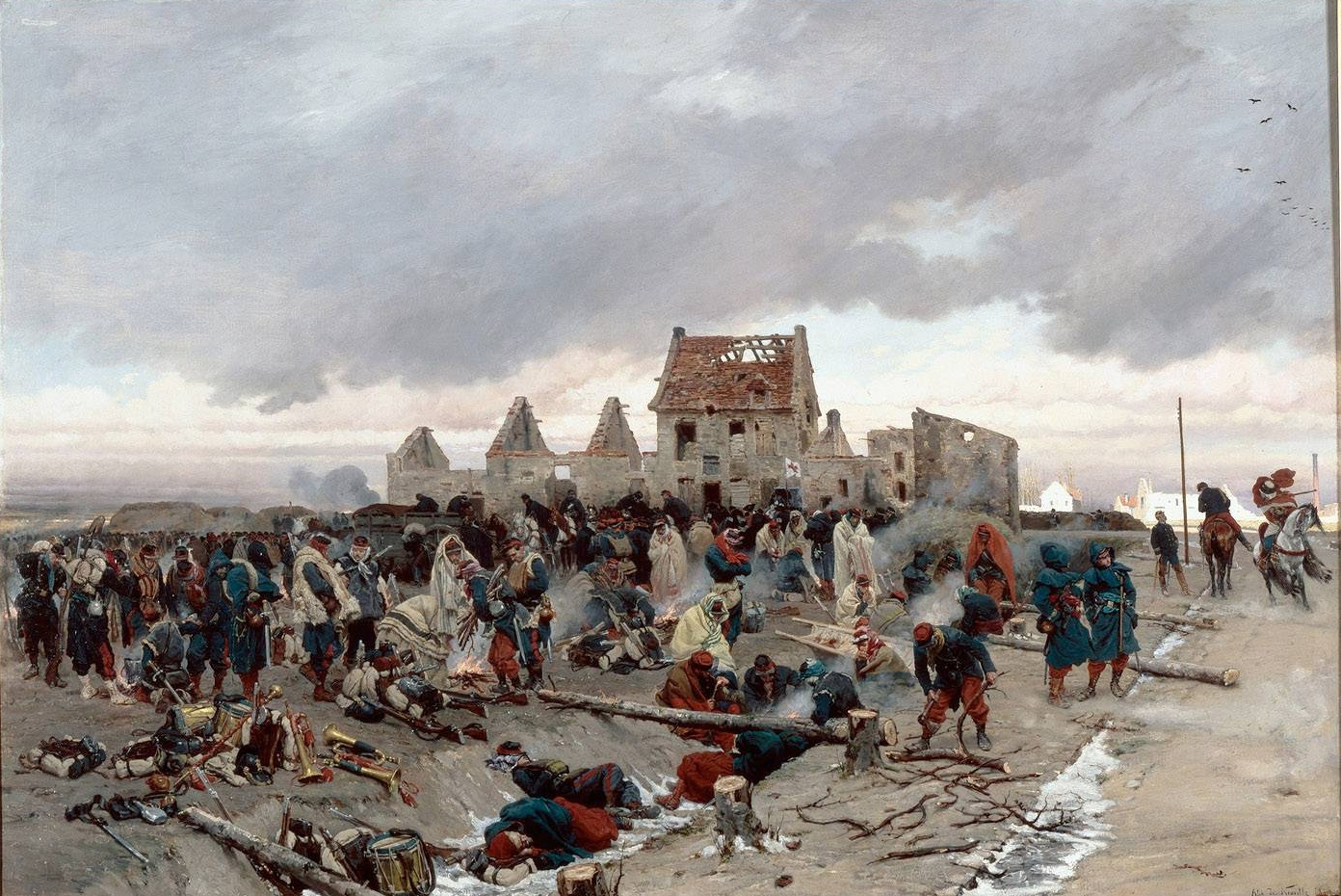
Vivac después de la batalla de Bourget, 21 de diciembre de 1870 (1873)
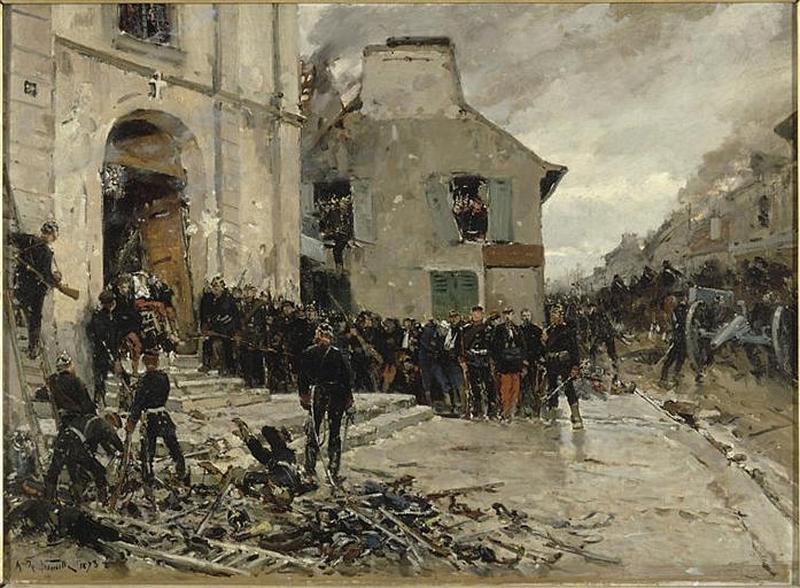
Le Bourget, 30 de octubre de 1870 (1878)
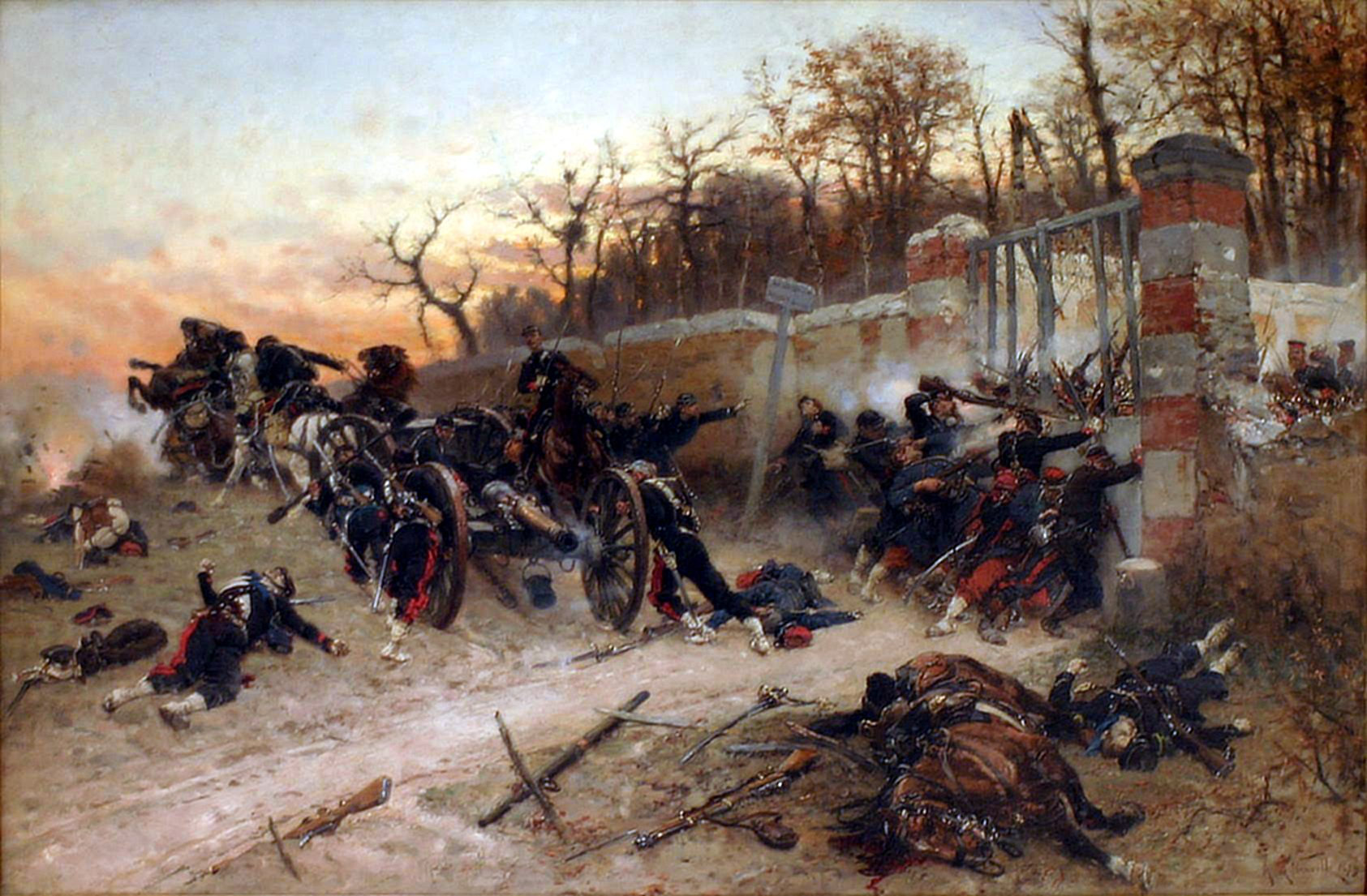
Defensa de la puerta de Longboyau, 21 de octubre de 1870 (1879)
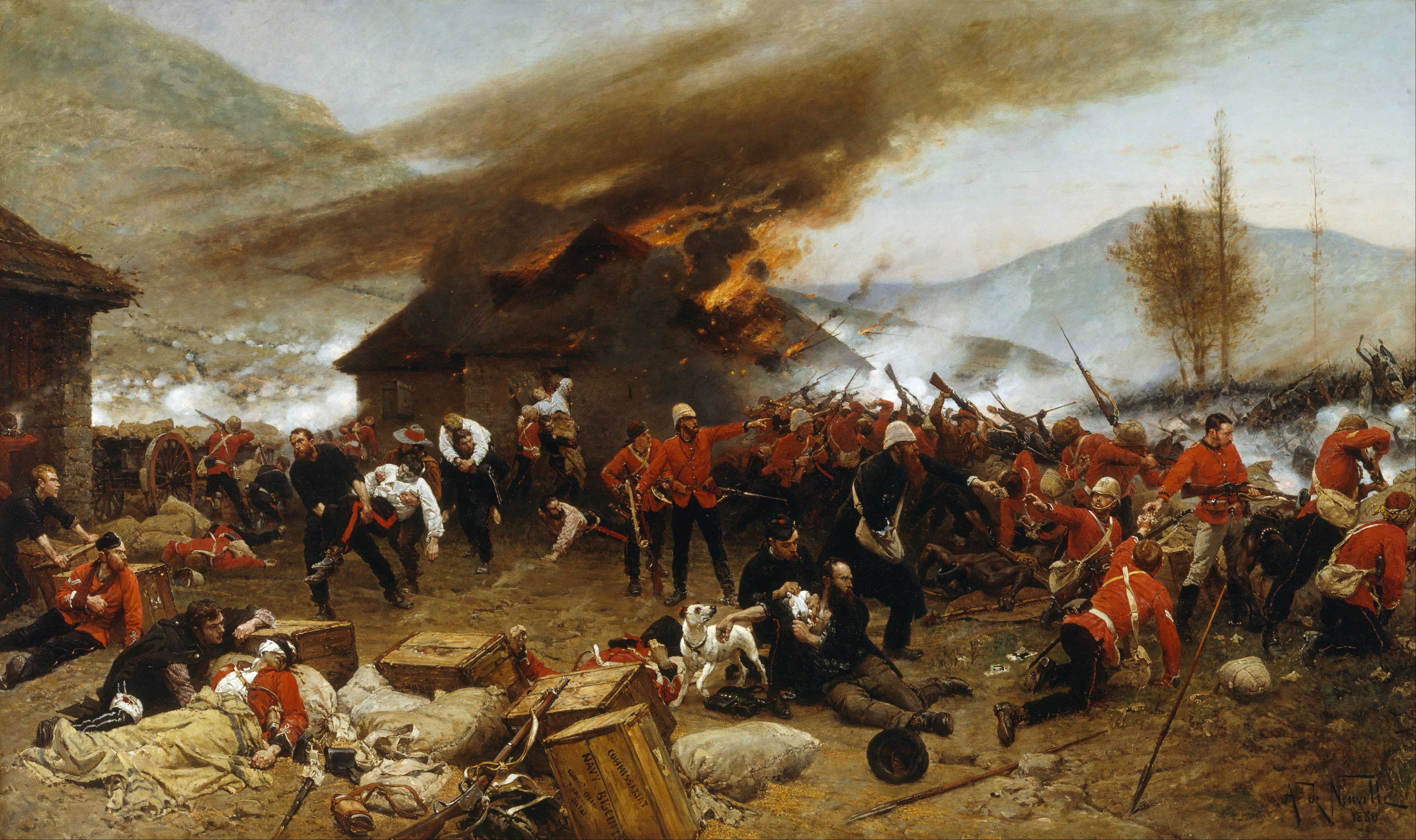
La defensa de Rorke's Drift, óleo sobre lienzo, 1880, Galería de arte de Nueva Gales del Sur.
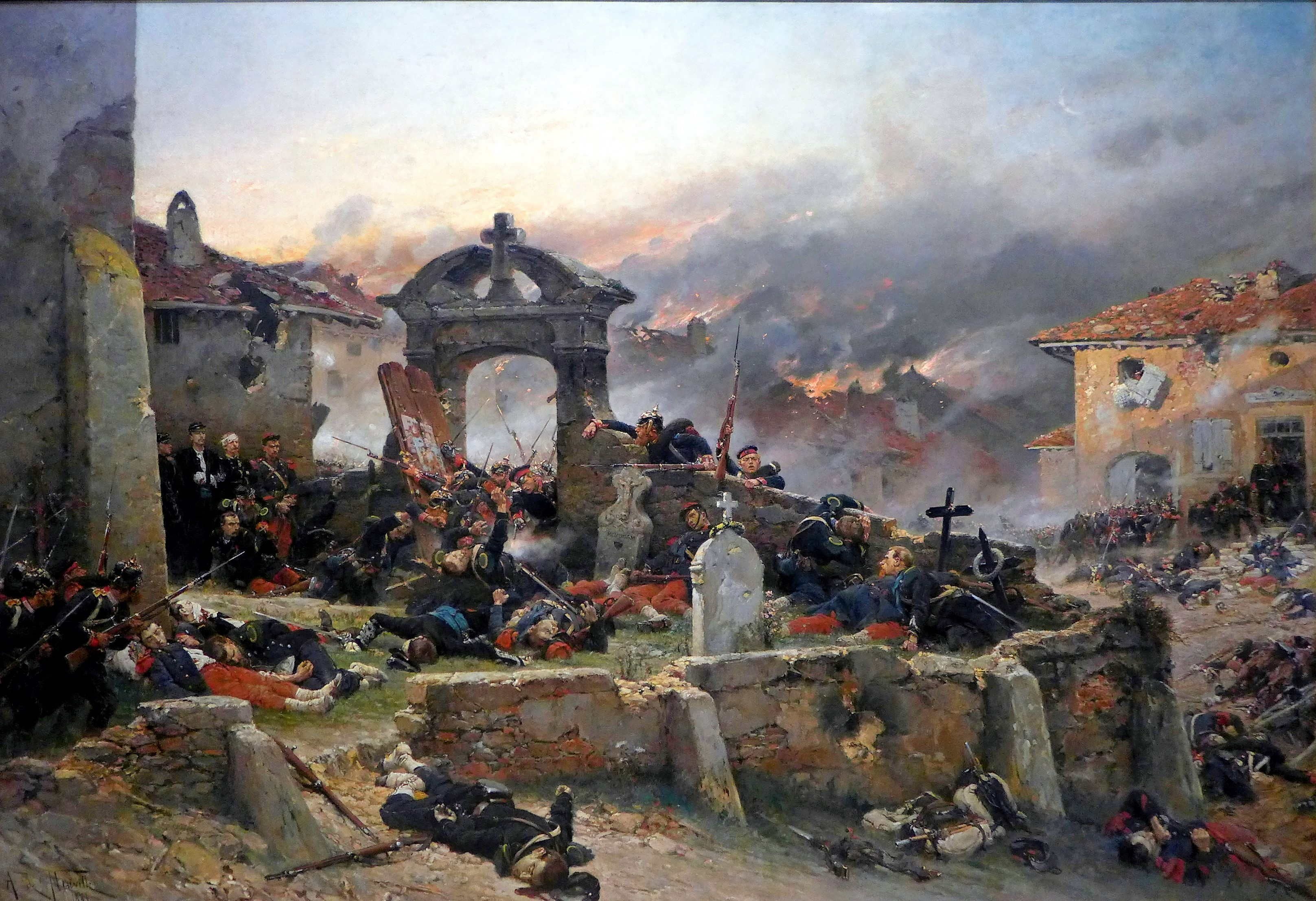
El cementerio de Saint-Privat (1881)
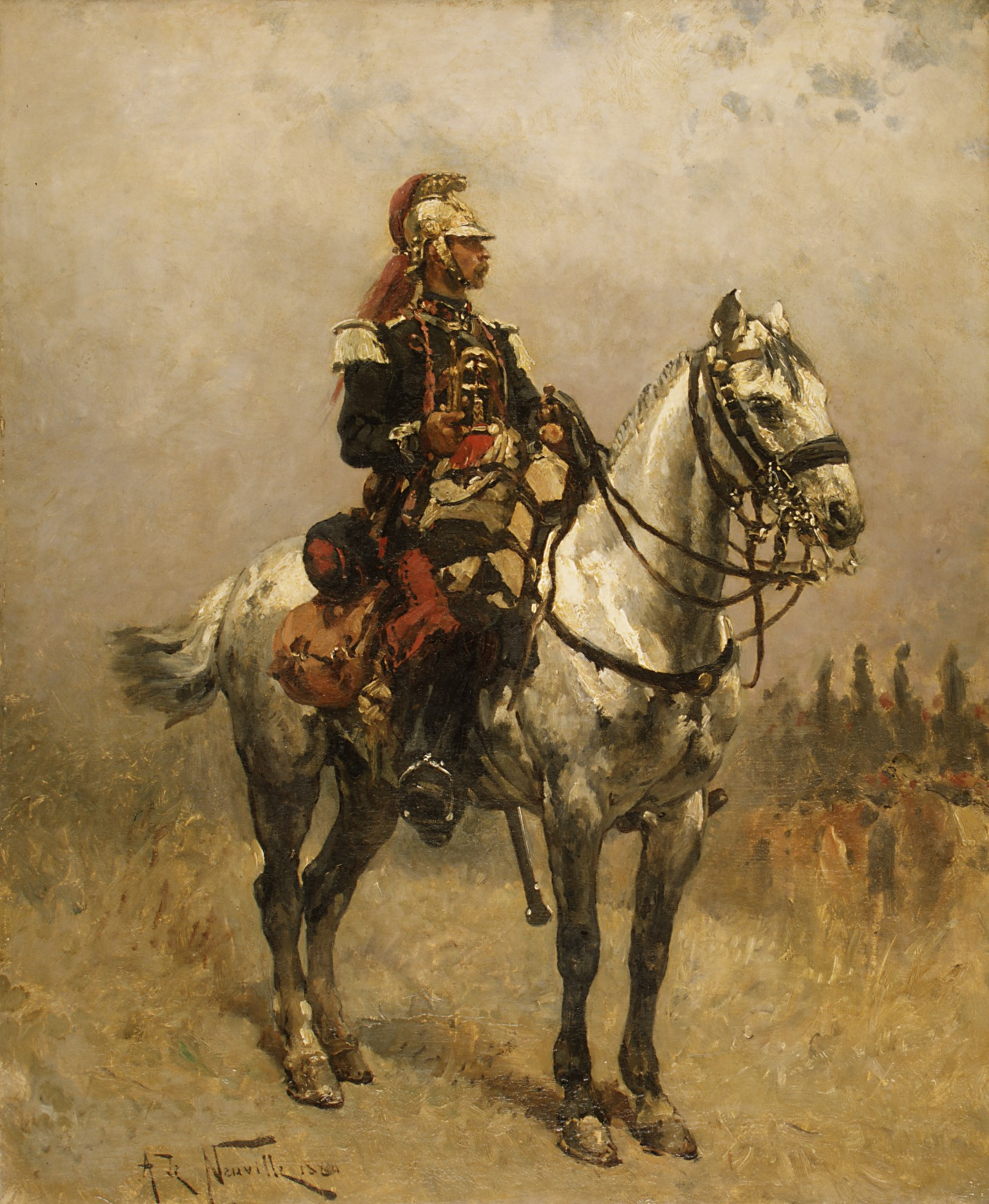
A Cavalryman (1884). La obra está en la colección del Museo Metropolitano de Arte de Nueva York.
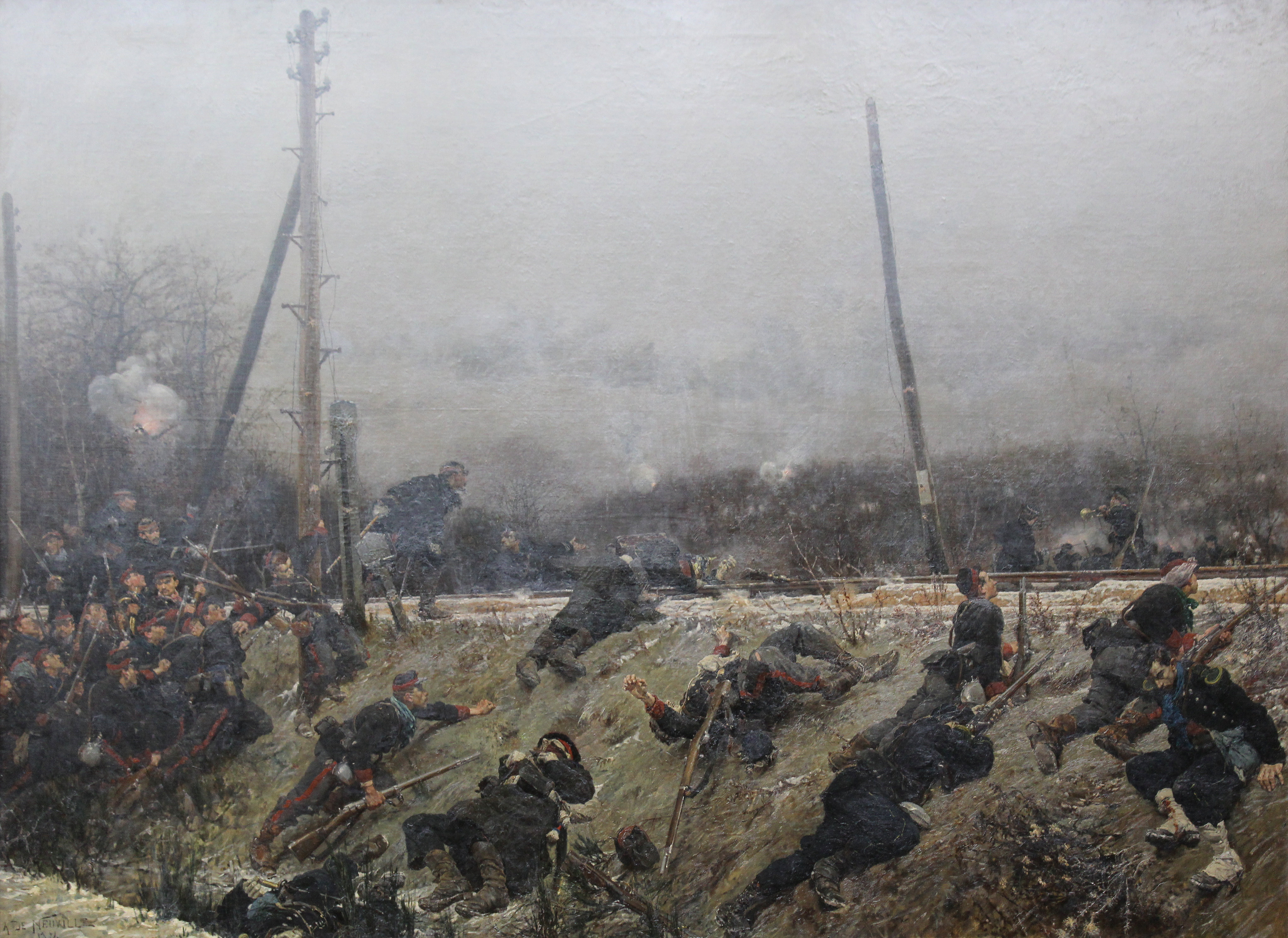
Lucha en un ferrocarril (1874), Chantilly, museo Condé.
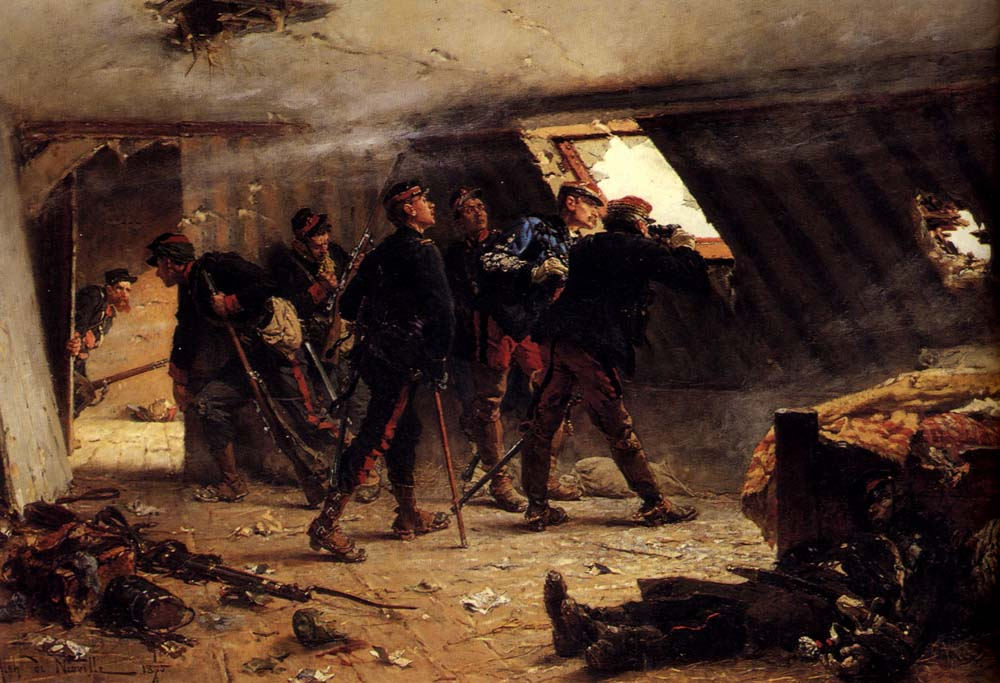
Episodio de la guerra franco-prusiana (1875).
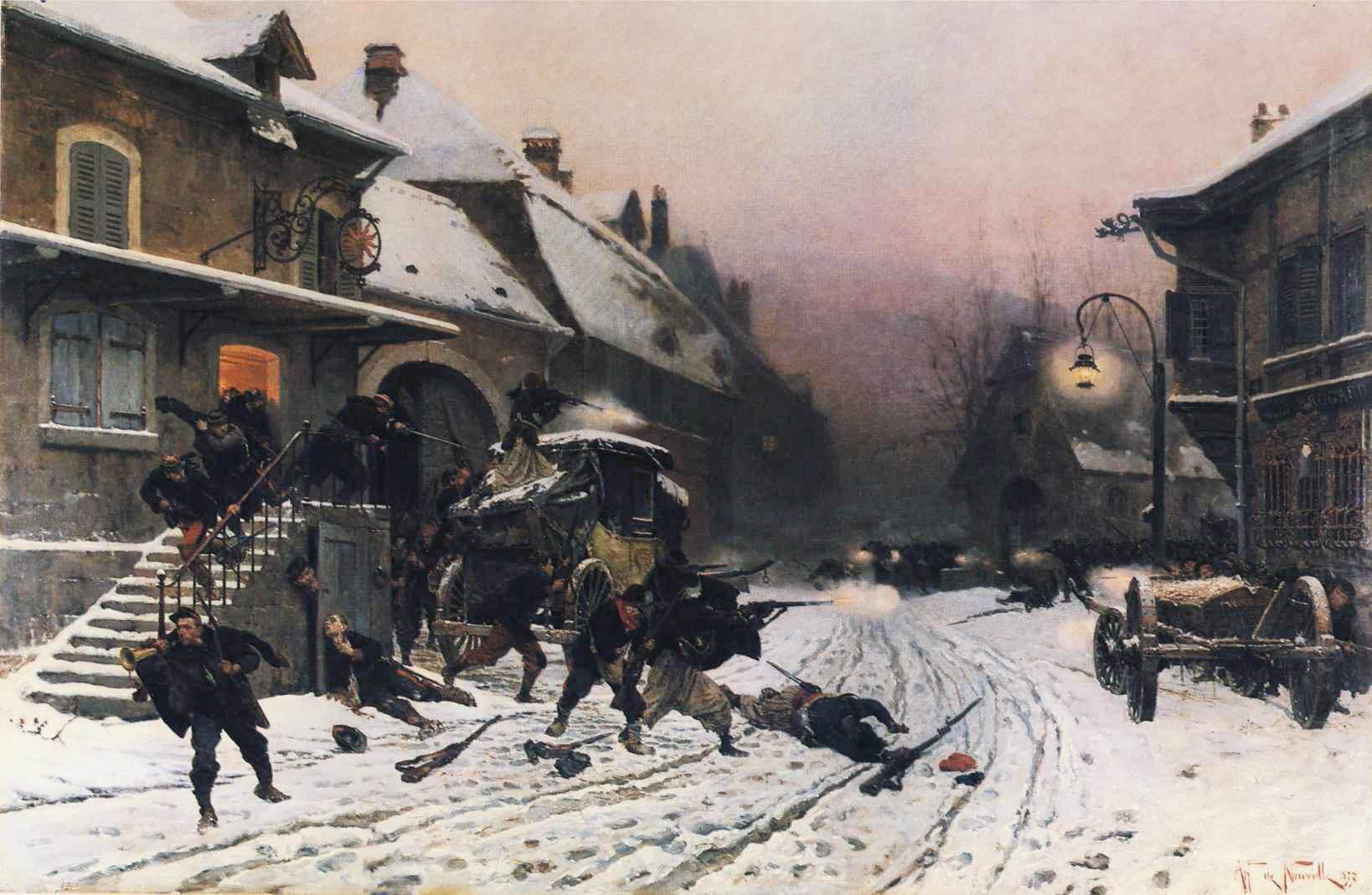
Ataque al anochecer (1877), Baltimore, Museo de Arte Walters.
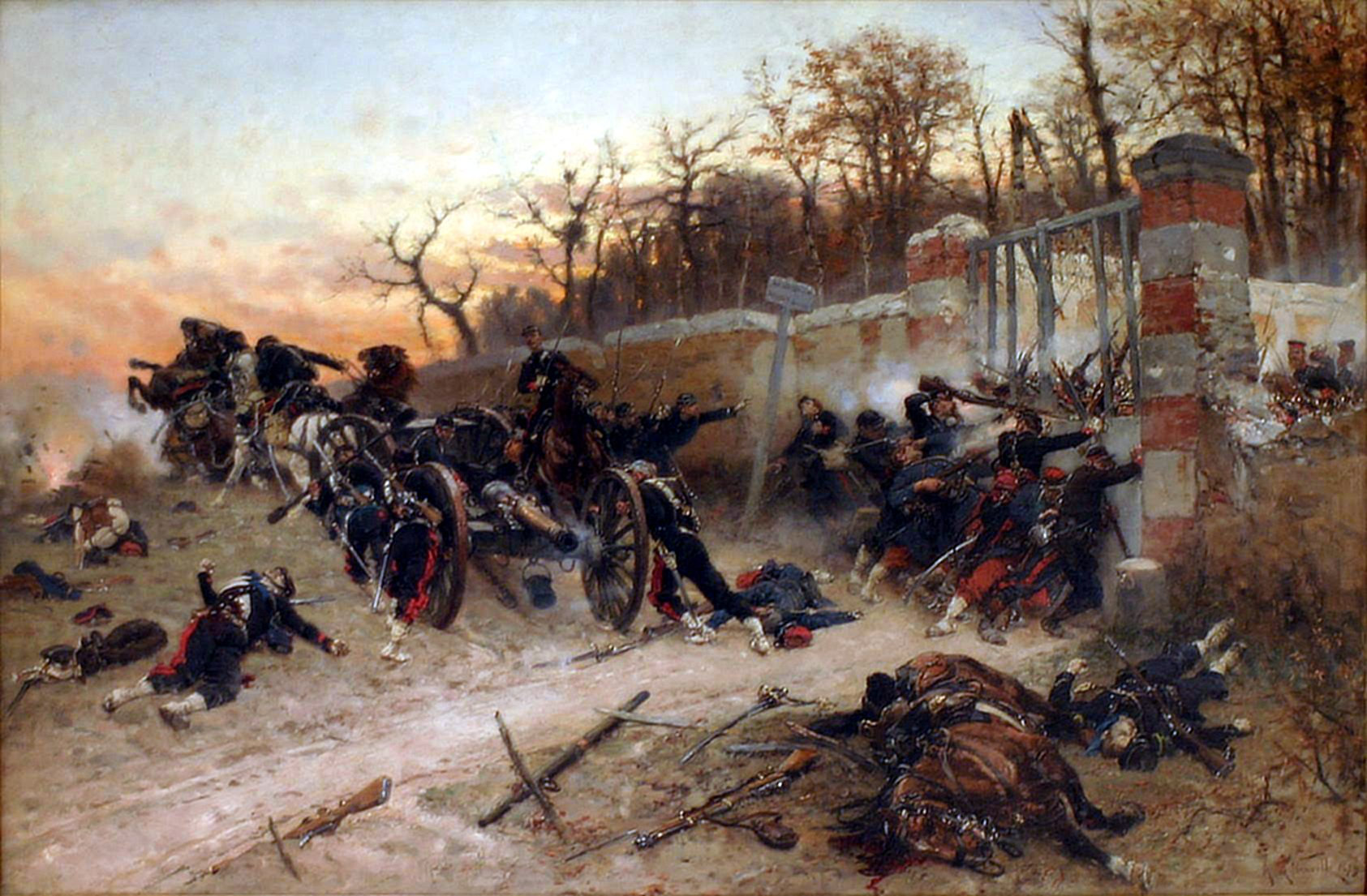
Defensa de la puerta de Longboyau, 21 de octubre de 1870 (1879), París, Musée de l’Armée.
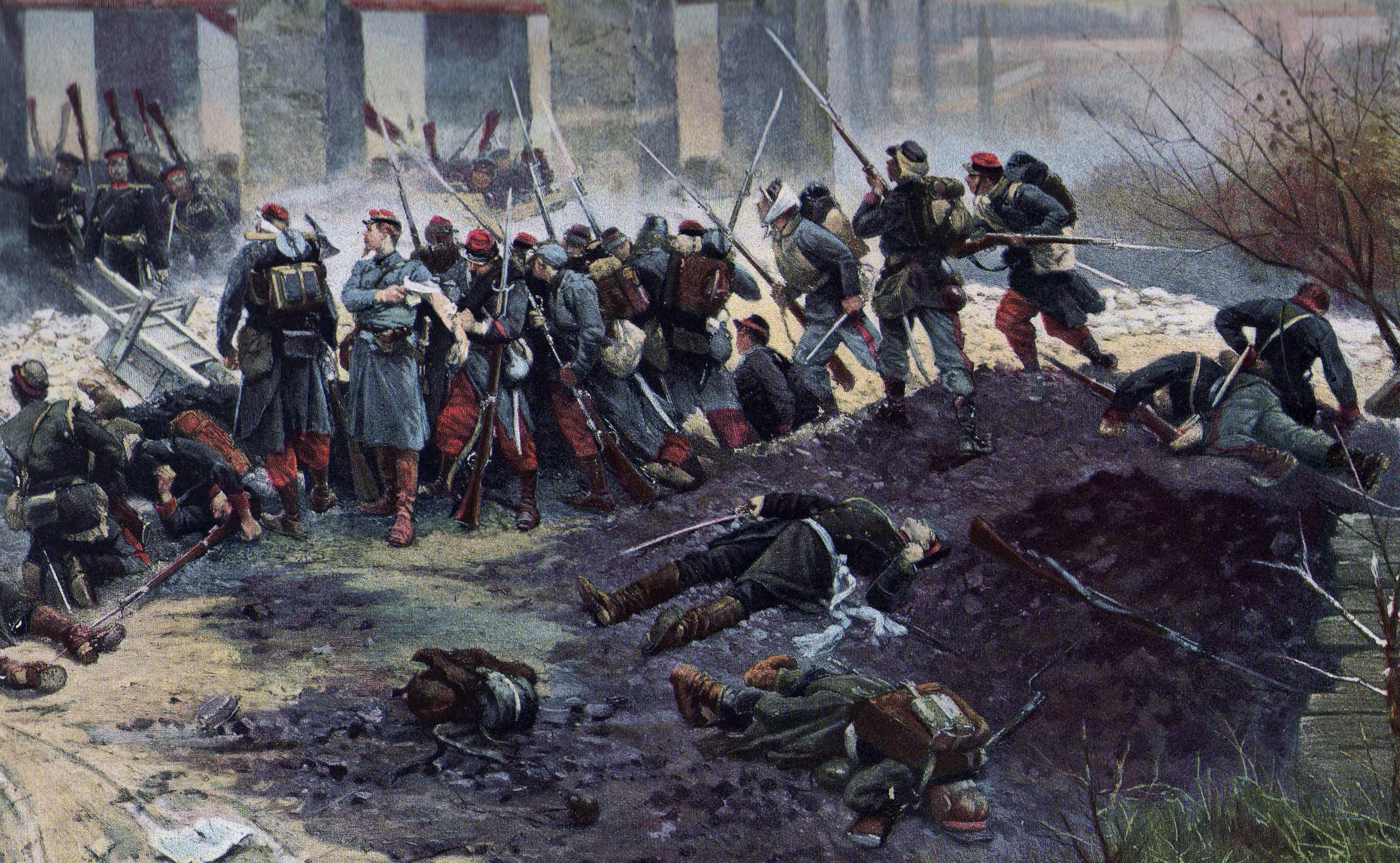
La batalla de Champigny (1880-1882, detalle), con Édouard Detaille, lugar desconocido.
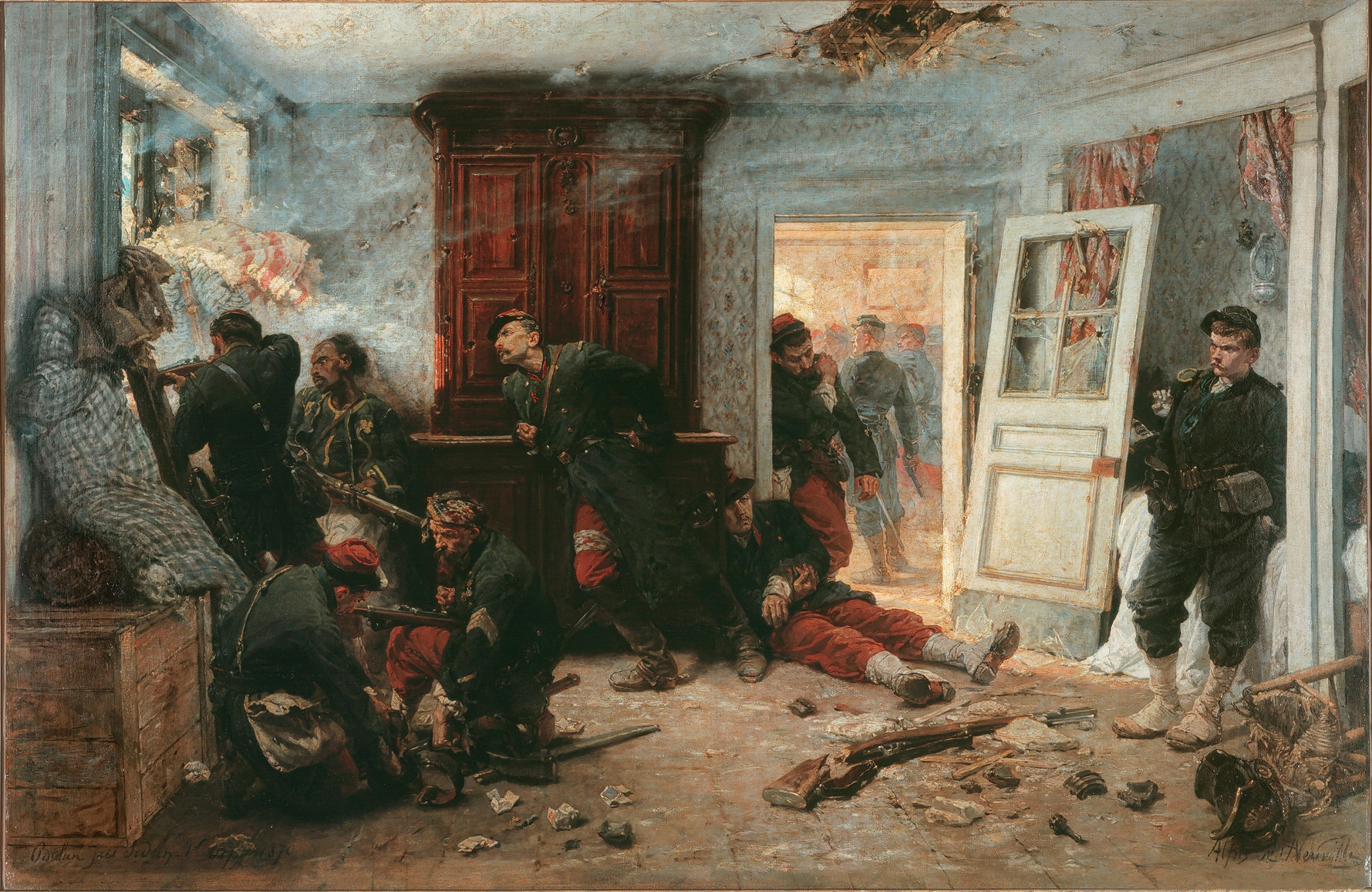
Los últimos cartuchos (1873), Maison de la dernière cartouche, Bazeilles (Francia).

#### Los últimos cartuchos(1873)
Una de sus obras más famosas se titula "Les Derniers Cartouches", presentada en el Salón de París de 1873. Se trata de una representación de un episodio de la batalla de Sedan, es decir, la defensa de una ciudad rodead en las Ardenas durante la guerra franco-prusiana, labor que le valió la Legión de Honor.
Salió a la venta a finales del  xix  y era entonces el cuadro más caro del mundo. El original fue adquirido en 1960 y desde entonces se conserva en Bazeilles, en el museo que no es otro que la antigua posada de la Bourgerie en la que tuvo lugar la escena histórica representada en la obra.

### Ilustraciones
- Veinte mil leguas de viaje submarino, de Julio Verne , ilustración de Neuville y Édouard Riou , 1871.
- La Historia de Francia: desde los primeros tiempos hasta 1789, contada a mis nietos , por François Guizot , 1872 .
- A tiros de fusil (sobre Gallica  [ archivo ] ), de Quatrelles , obra ilustrada con treinta dibujos originales fuera de texto de A. de Neuville, 1877.

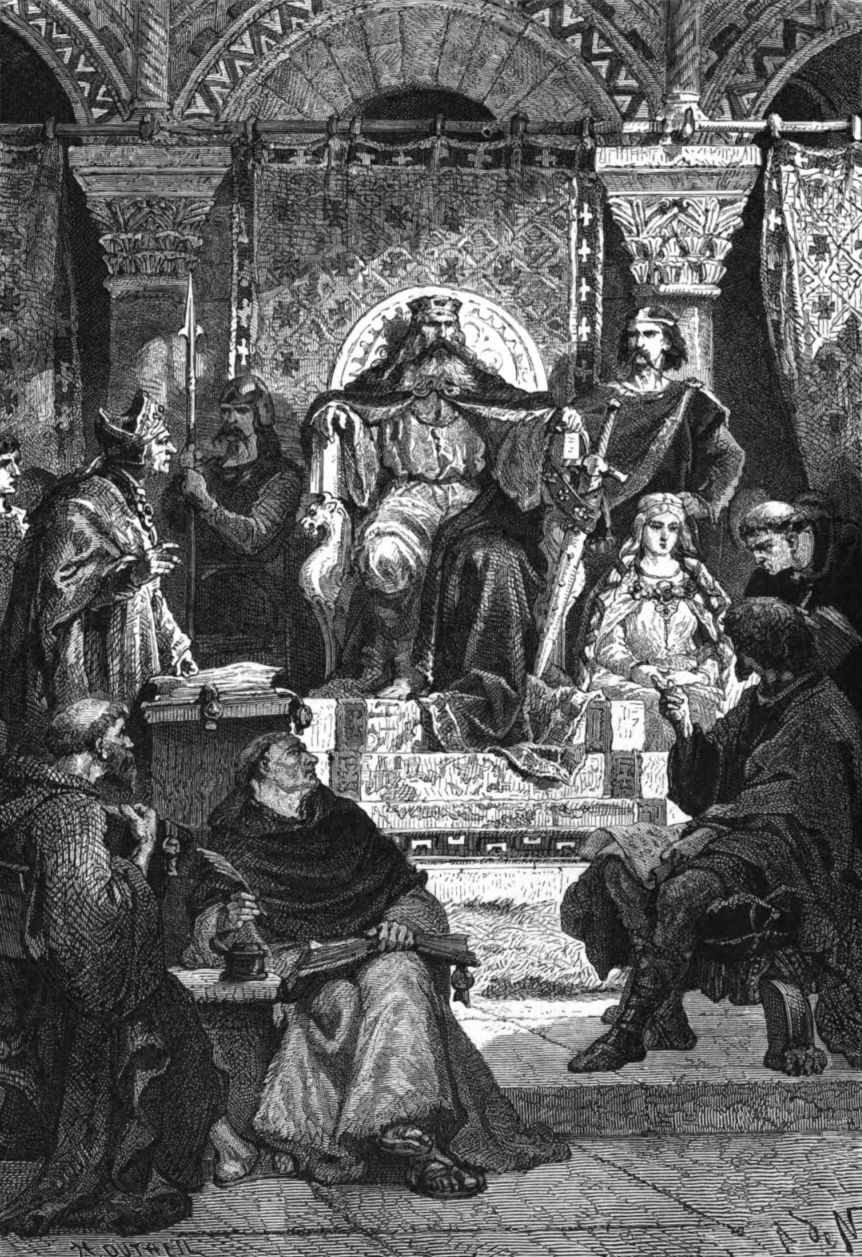
Carlomagno presidiendo la academia (ilustración para François Guizot).
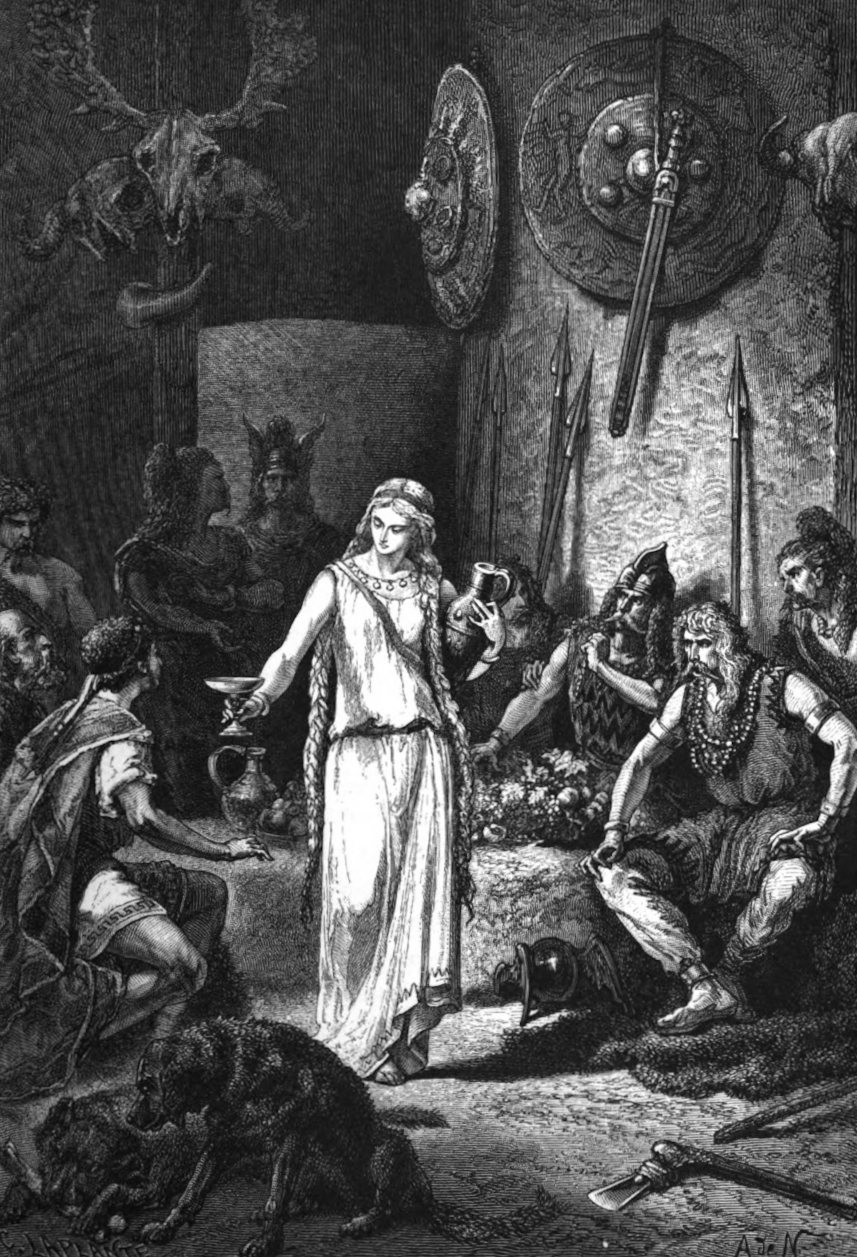
Mito fundacional de Marsella (ilustración para François Guizot).
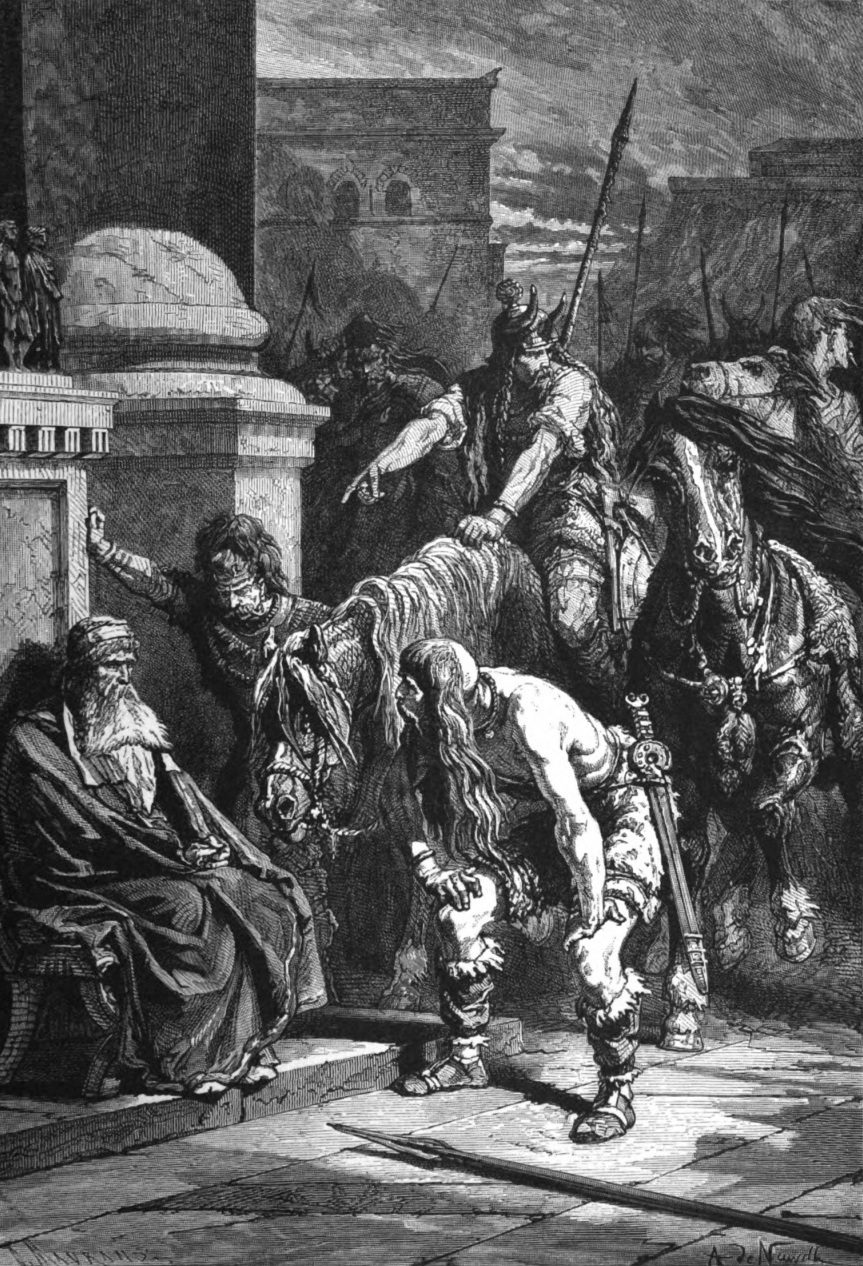
Saqueo de Roma del 390 a. C. (ilustración para François Guizot).
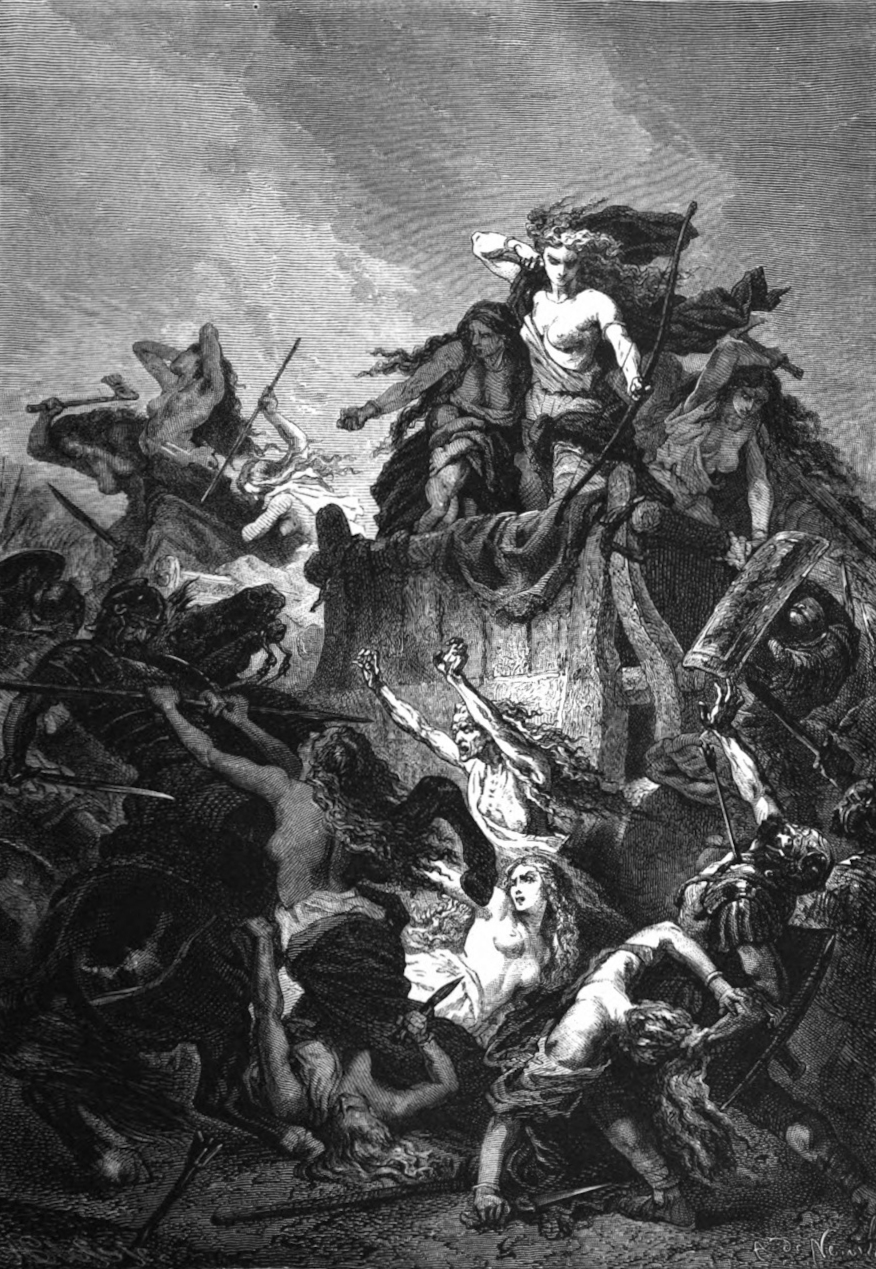
Guerra de Mario contra los teutones y ambrones. (ilustración para François Guizot).
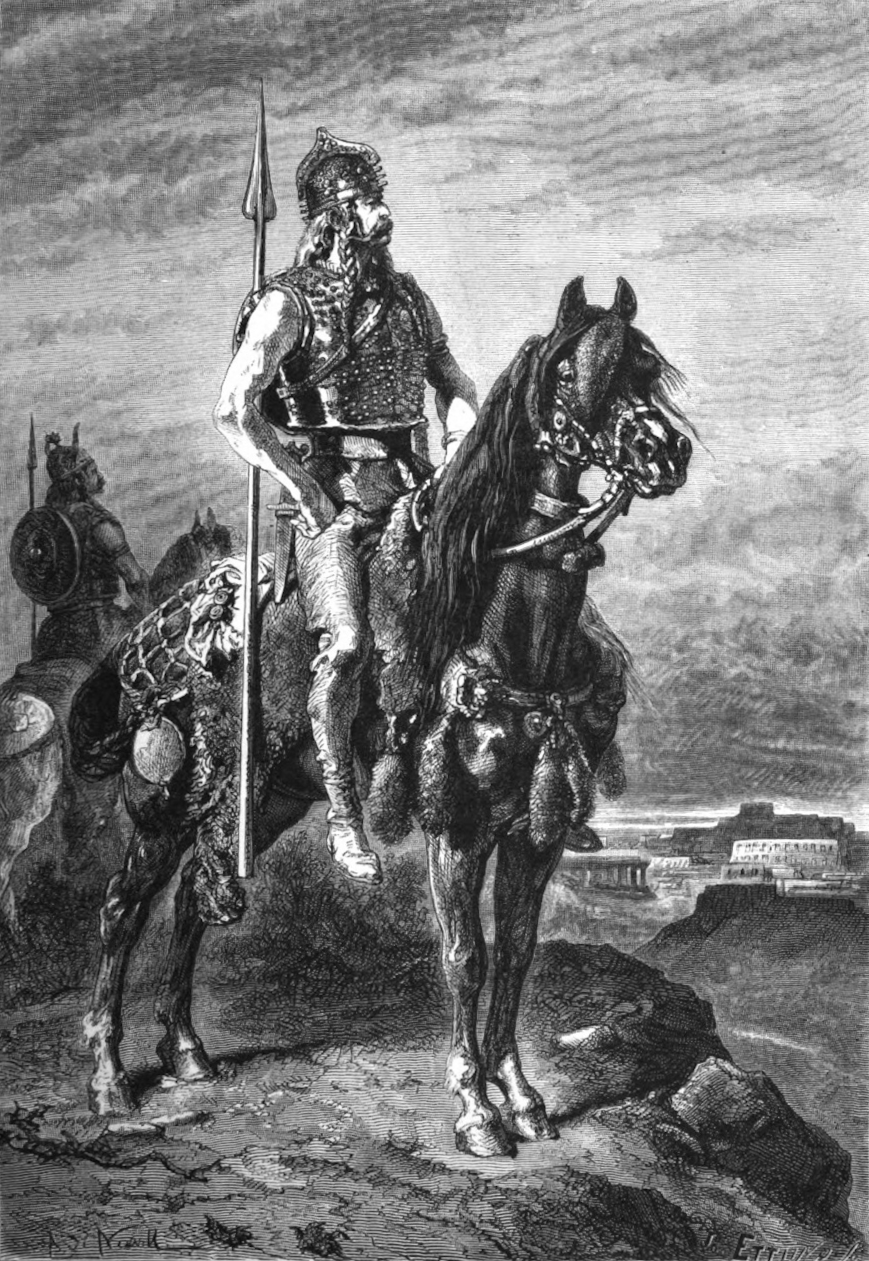
Caballero galo (ilustración para François Guizot).
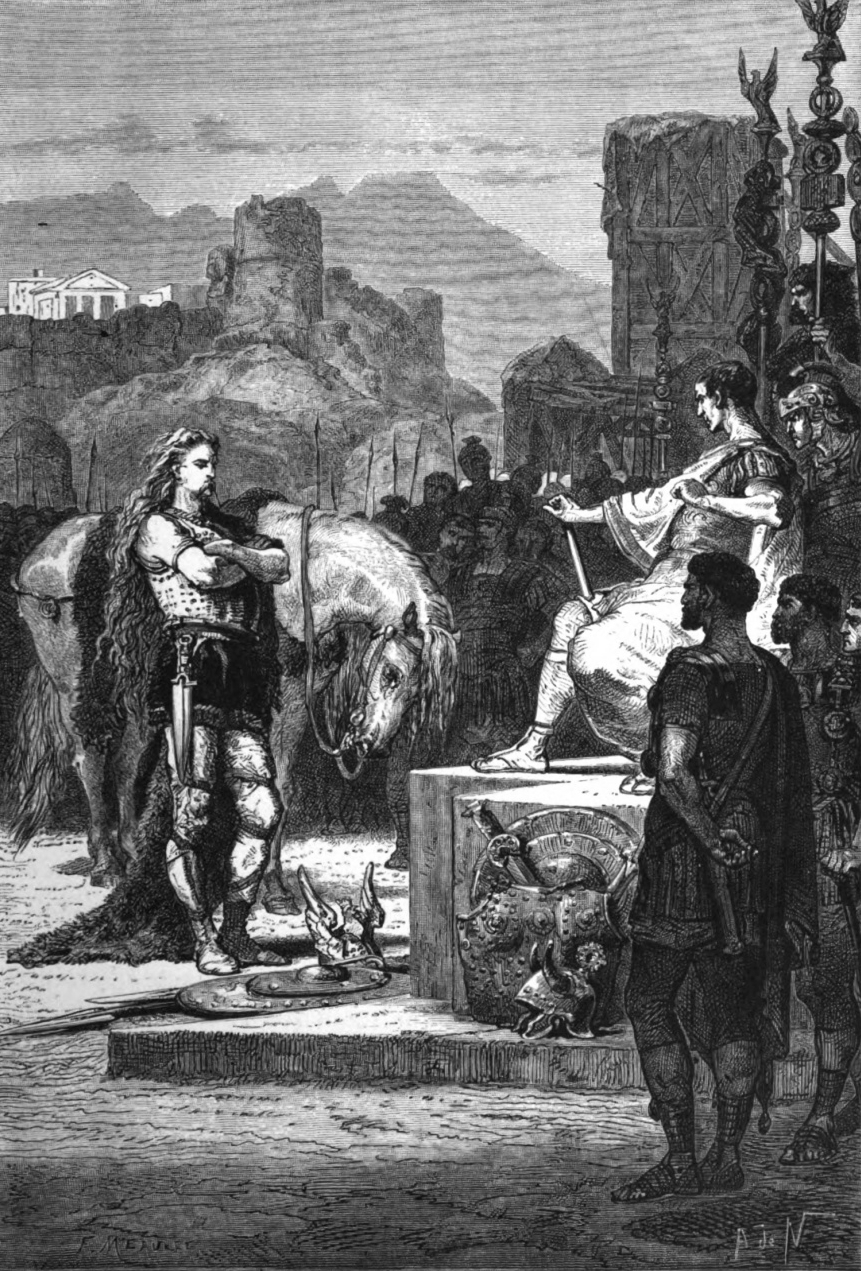
Vercingétorix ante César (ilustración para François Guizot).
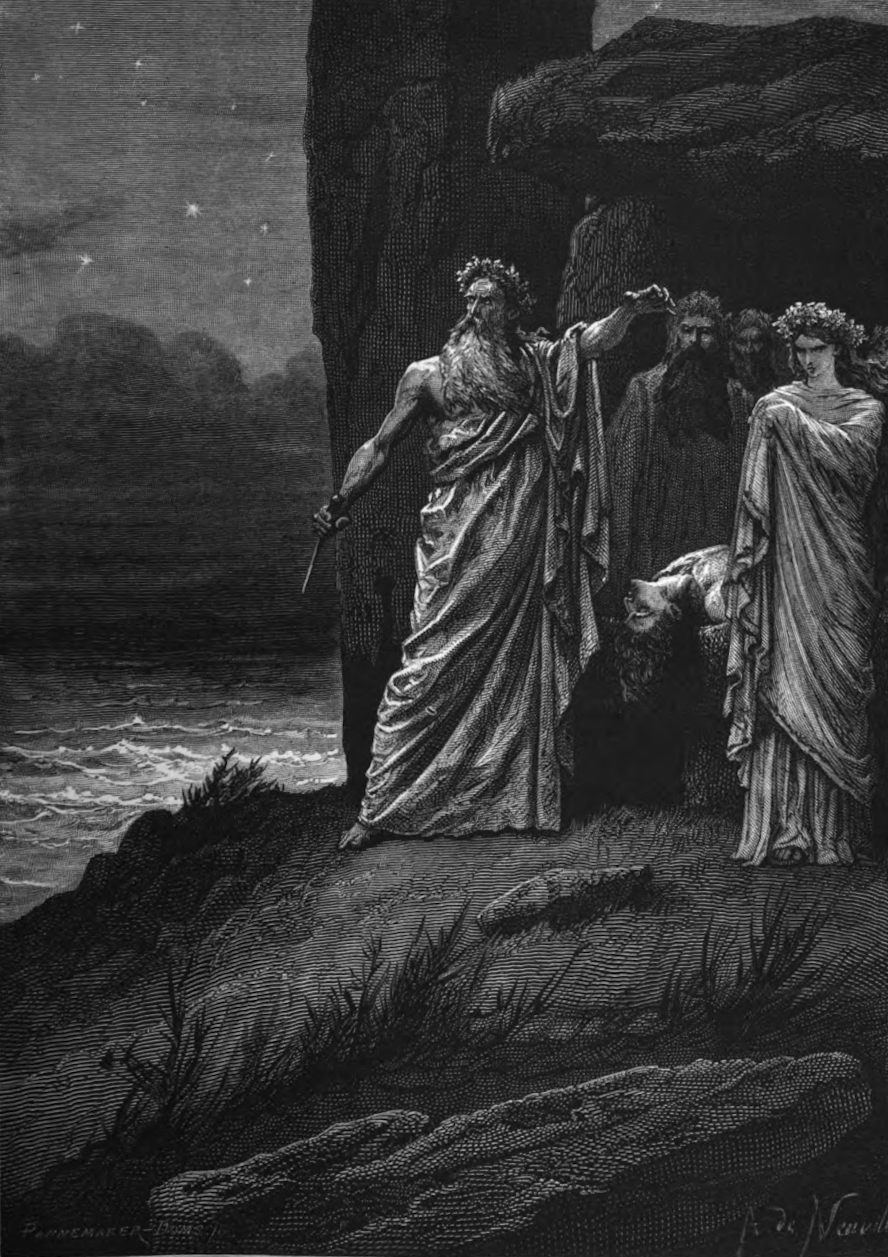
Los últimos druidas (ilustración para François Guizot).
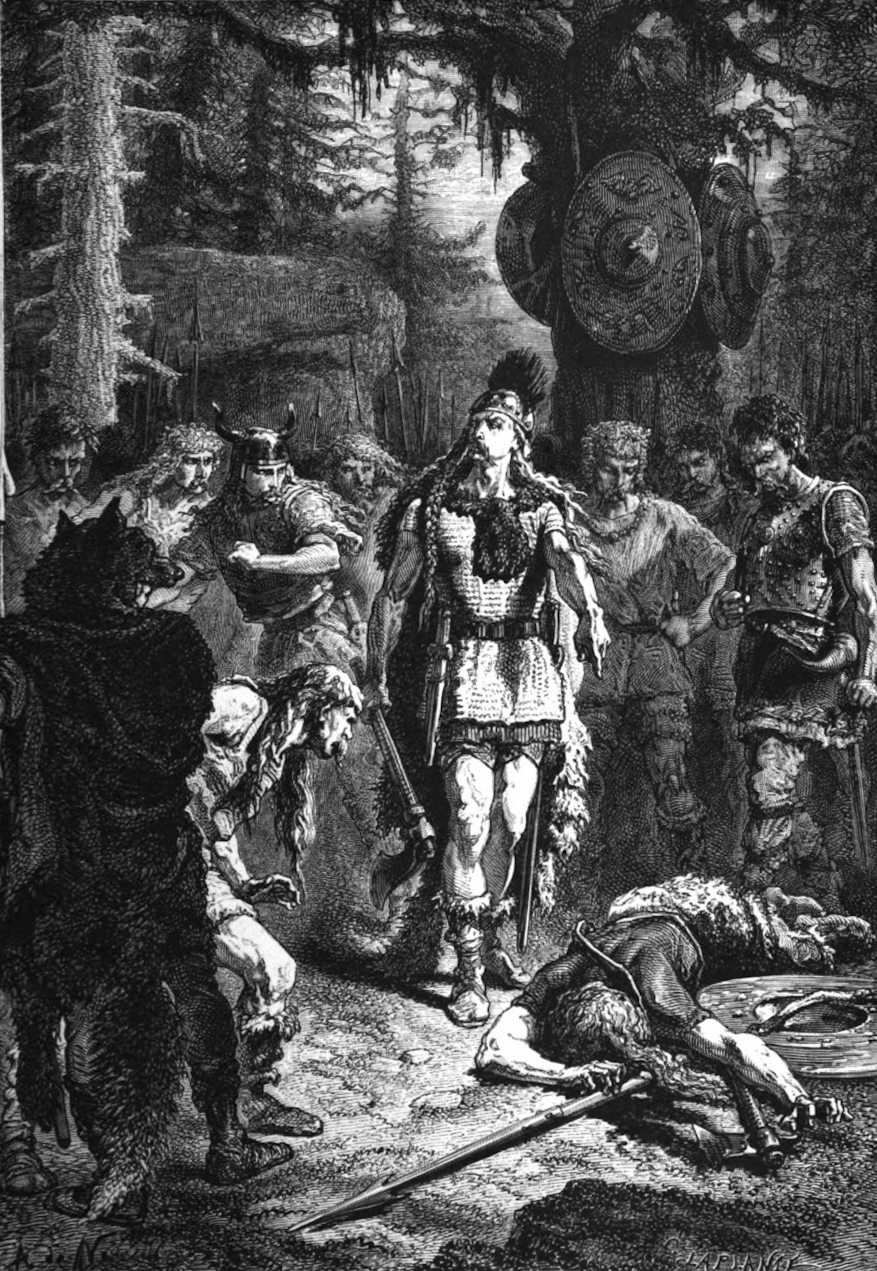
El episodio del jarrón de Soissons (ilustración para François Guizot).
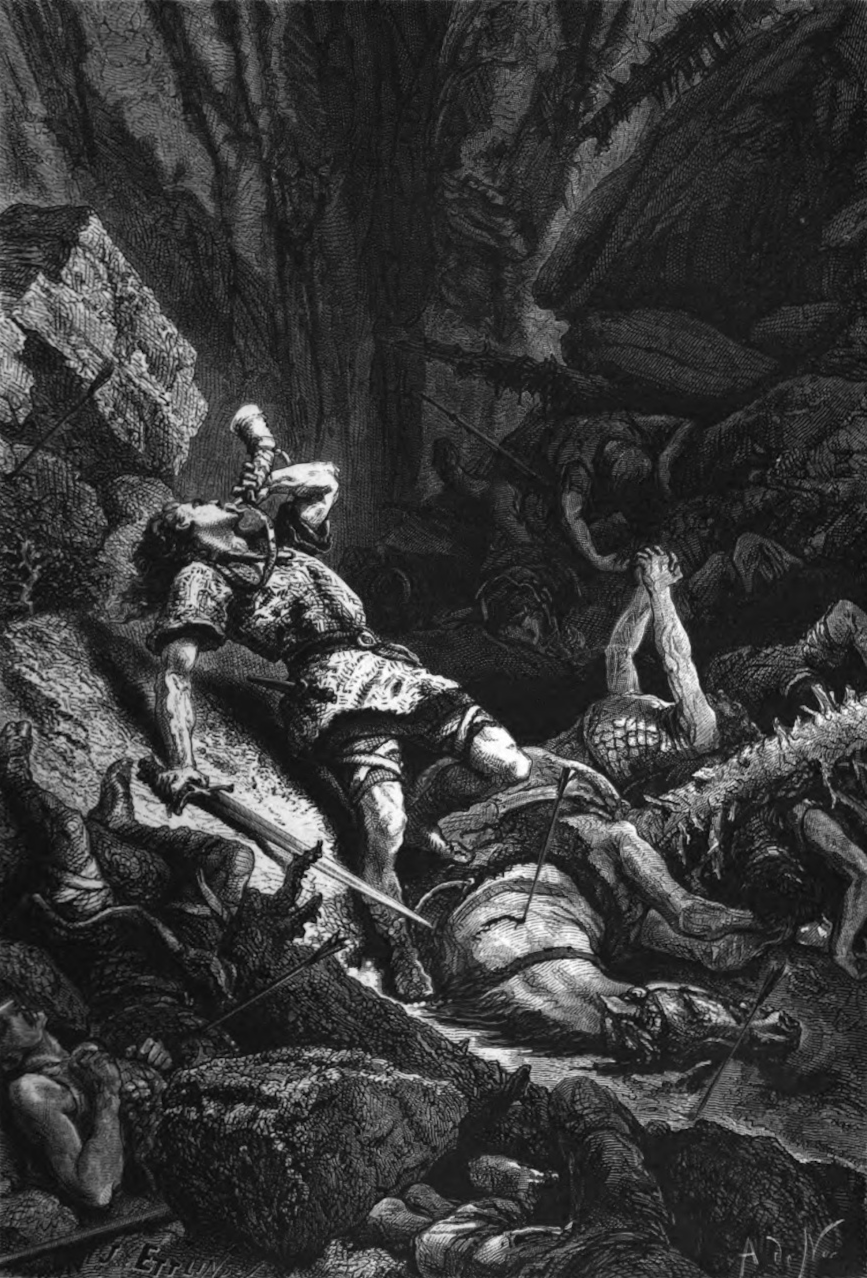
Muerte de Roldán en Roncesvalles. (ilustración para François Guizot).

## Legado

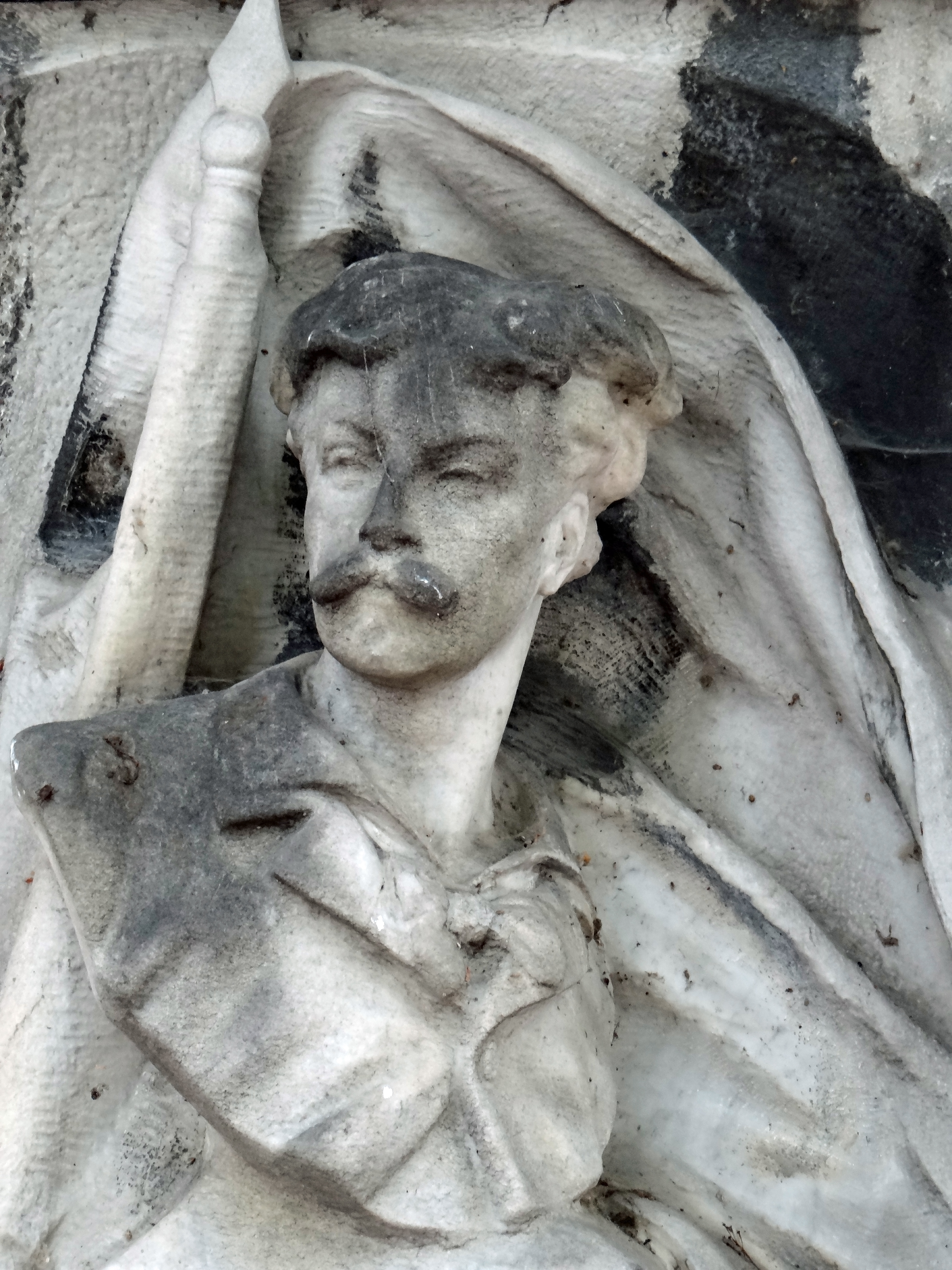
Francis de Saint-Vidal, Monumento funerario de Alphonse de Neuville (1894)

- Un Monumento a Alphonse de Neuville del escultor Francis de Saint-Vidal fue inaugurado en 1889 en París en el centro de la Place de Wagram , cuatro años después de la muerte del pintor. Fue enviado a la fundición en 1942, bajo el régimen de Vichy , en el marco de la movilización de los metales no ferrosos . Restos de yeso originales, conservados en el Museo Saint Omer.

- Enterrado en París, en el cementerio de Montmartre (23.ª división), el monumento funerario del pintor, también esculpido por Francis de Saint-Vidal en 1894, representa la puerta del cementerio de Saint-Privat tal como aparece en el cuadro que había pintado Neuville.

- Desde 1888 existe una calle Alphonse-de-Neuville en el distrito 17  de París .
- Una calle de Saint Omer , su ciudad natal, lleva su nombre.
- Primero nombrado caballero en 1873 y luego oficial en 1881 de la Legión de Honor.
- Una venta de las obras del artista tuvo lugar en su mansión privada situada en el 25 de la rue Alphonse-de-Neuville de París, los días 23, 24 y25 de mayo de 1898. Incluía 64 pinturas y acuarelas del artista, desde el n.° 65 al n.° 91, pinturas antiguas y modernas.
- Los últimos cartuchos (1873, Bazeilles , La casa del último cartucho ) fue adaptada al cine en 1897 por Georges Méliès en un cortometraje mudo en blanco y negro llamado Bombardment d'une maison, luego por los hermanos Lumière entre otros, lo que la convirtió en el tema de una de las primeras películas de guerra de la historia.
- El vivac tras el combate de Le Bourget (1873, París , Museo de Orsay ) inspiró el cuadro Le Rêve pintado por Jean Baptiste Édouard Detaille en 1888 (París, Museo de Orsay) .